# Madame Tallien (film 1911)
Madame Tallien è un cortometraggio muto del 1911 diretto da Camille de Morlhon

## Trama
Siamo in Regime del Terrore, una donna e un suo amico fanno parte dell'aristocrazia e così vengono messi in prigione. Durante i controlli degli ispettori penitenziari del Comitato di sicurezza, uno di loro si innamora di lei e quindi ne anticipa la scarcerazione. Passato del tempo lei lo sposa diventando così Madame Tallien, posizione in cui riesce a ottenere il rilascio dell'amico. Ispirato alla vera storia di Teresa Cabarrus, famosa appunto come Madame Tallien .

## Produzione
Il film fu prodotto dalla Pathé Frères.

## Distribuzione
Distribuito dalla Pathé Frères, uscì nelle sale cinematografiche francesi il 1º aprile 1911. Negli Stati Uniti, venne presentato dalla General Film Company che lo fece uscire in sala nel settembre dello stesso anno. 
Nel 1916, grazie al successo di questa storia, fu girato in Italia un film omonimo con la regia di Enrico Guazzoni.